# Ulrich von Ritgen
Ulrich von Ritgen (* 2. Juni 1894 in Wetzlar; † 1969) war ein deutscher Offizier und Beteiligter an der Ermordung Karl Liebknechts.

## Leben
Ulrich von Ritgen, Sohn des Geheimen Baurats zu Wetzlar Hugo von Ritgen und Enkel des Architekten Hugo von Ritgen, trat 1913 als Kadett in die Kaiserliche Marine ein, wurde 1915 Leutnant zur See und 1917 Oberleutnant zur See bei den Minensuchstreitkräften.
1919 war von Ritgen Angehöriger der Marineoffiziers-Eskadron des Kapitänleutnants Horst von Pflugk-Harttung, einer Unterformation der Garde-Kavallerie-Schützen-Division. Am 15. Januar 1919 bildete er gemeinsam mit Pflugk-Harttung selbst, dem Leutnant zur See Heinrich Stiege sowie dem Leutnant d. R. Rudolf Liepmann das Kommando, das auf Befehl von Waldemar Pabst die Erschießung Karl Liebknechts im Berliner Tiergarten durchführte.
Wie die übrigen Beteiligten an der Ermordung von Liebknecht und Luxemburg musste von Ritgen sich vom 8. bis 14. Mai 1919 vor einem Feldkriegsgericht der Garde-Kavallerie-Schützen-Division verantworten, wurde jedoch keines Vergehens für schuldig befunden.
Während der Ruhrbesetzung von 1923 fertigte von Ritgen gefälschte französische Banknoten an; 1929 war er vorübergehend in Kalange-Kulasi in Tanganjika ansässig, 1931 trat er Waldemar Pabsts Gesellschaft zum Studium des Faschismus bei.
Erst 1946 wurde Ritgens Rolle bei der Ermordung Liebknechts in neuem Licht zweifelsfrei festgestellt, als ihn sein eigener Schwiegervater wegen einer angeblichen Beteiligung an der Ermordung Walther Rathenaus anzeigte. Bei einer anschließenden Haussuchung durch den CIC wurden Hinweise gefunden, die seine tatsächliche Beteiligung an der Tötung Liebknechts offenlegten. Auf Weisung der amerikanischen Militärbehörden wurde von Ritgen durch die deutsche Polizei verhaftet, bei dem nachfolgenden Prozess jedoch in letzter Instanz vom Oberlandesgericht Kassel freigesprochen und auch später nicht erneut juristisch belangt.